# Liste der Baudenkmäler in Neumarkt in der Oberpfalz
Auf dieser Seite sind die Baudenkmäler in der Oberpfälzer Großen Kreisstadt Neumarkt in der Oberpfalz zusammengestellt. Diese Tabelle ist eine Teilliste der Liste der Baudenkmäler in Bayern. Grundlage ist die Bayerische Denkmalliste, die auf Basis des Bayerischen Denkmalschutzgesetzes vom 1. Oktober 1973 erstmals erstellt wurde und seither durch das Bayerische Landesamt für Denkmalpflege geführt wird. Die folgenden Angaben ersetzen nicht die rechtsverbindliche Auskunft der Denkmalschutzbehörde.

## Stadtbefestigung
| Lage                                                                                               | Objekt                                                                                       | Beschreibung | Akten-Nr.     | Bild           |
| -------------------------------------------------------------------------------------------------- | -------------------------------------------------------------------------------------------- | --- | ------------- | -------------- |
| Schwesterhausgasse 10; Klostergasse 12 a; Pulverturmgasse 3 und 4; Untere Kaserngasse 5 (Standort) | Reste der ehemaligen Stadtbefestigung des 14. Jahrhunderts, Abbruch seit dem 19. Jahrhundert | Mauerabschnitte, Tore, Türme und Reste des Stadtgrabens, des Zwingers und der ehemaligen barocken Schlossschanze, Bruchstein, erhaltene Teil unter den Adressen: Klostergasse 12 a, Gimplturm, dreigeschossiger und giebelständiger Rechteckturm mit Satteldach Pulverturmgasse, längerer Abschnitt der Mauer und Abschnitt des weitgehend überbauten Stadtgrabens Pulverturmgasse 3, Pulverturm mit Maulscharten und Kegeldach Pulverturmgasse 4, einbezogener Abschnitt der Mauer und zweigeschossiger, halbrunder Turm mit Wohnhauseinbau und eingeschossigem Pultdachanbau Pulverturmgasse 10, einbezogener Zwingerturm Pulverturmgasse 14, einbezogener Zwingerturm Rainbügl, Reste des Stadtgrabens Residenzplatz, Abschnitt der Stadtmauer und des Stadtgrabens mit Futtermauer Untere Kaserngasse 5, Schuldturm, Rundturm mit Kegeldach, 2. Hälfte 16. Jahrhundert und anschließendem Mauerabschnitt Schwesterngasse 1, einbezogener Rest eines Rundturms Schwesterhausgasse 3, einbezogener Rest eines Rundturms Schwesternhausgasse 9, einbezogenes Stück der Stadtmauer Schwesternhausgasse 10, sogenannter Bertleinsturm, rechteckiger dreigeschossiger und giebelständiger Satteldachbau, im Kern 14. Jahrhundert | D-3-73-147-1  | weitere Bilder |
| Klostergasse (Standort)                                                                            | Klostertor                                                                                   | Torwand mit Treppengiebel, zwei Fußgängerpforten und Figurennische, 19. Jahrhundert | D-3-73-147-20 | weitere Bilder |

## Baudenkmäler nach Ortsteilen

### Neumarkt
| Lage | Objekt | Beschreibung | Akten-Nr.                | Bild                                    |
| --- | --- | --- | ------------------------ | --------------------------------------- |
| Am Kalvarienberg (Standort) | Heilig-Grab-Anlage | Zur Wallfahrt gehörig Grabkapelle, einfache, eingeschossige, verputzte Nachbildung des Heiligen Grabes Jerusalem, Rundbau mit zehnteiliger, vorgeblendeter Arkadenreihe, barockem Dachreiter und quadratischem Vorbau, vom Kapuziner P. Adrian, 1684; mit Ausstattung Fünf zugehörige Holzkapellen, kleine eingeschossige Holzständerbauten über rechteckigem Grundriss, Holzschindelverkleidung, Sattfel- bzw. Walmdächer mit Vordach auf Stützen, 1689 und 1714, spätere Reparaturphasen                                                                                              | D-3-73-147-119           | weitere Bilder                          |
| Am Kalvarienberg () | Lourdesgrotte | 1897 | D-3-73-147-27            |                                         |
| Am Kalvarienberg (Standort) | Marienkapelle | Zur Wallfahrt gehörig, auf rechteckigem Grundriss einfache, eingeschossige, verputzte Steinkapelle mit Satteldach und verblechtem Dachreiter, 1820/30 | D-3-73-147-120           | weitere Bilder                          |
| Am Mariahilfberg (Standort) | Kreuzigungsgruppe, in gerundeter Nische                                                                                | Kruzifixus im Dreinageltypus, mit den Assistenzfiguren Maria und Johannes Evangelist, bezeichnet mit dem Jahr „1925“ | D-3-73-147-26            | Kreuzigungsgruppe, in gerundeter Nische |
| Am Mariahilfberg 1, 2 (Standort) | Wallfahrt Mariahilf, gegründet zwischen 1674 und 1679, mit Eremitenklause, später Karmelitenkloster, seit 1906 Priorat | Katholische Wallfahrtskirche Mariahilf, polygonal schließender Saalbau mit Fassadenturm und Pilastergliederung, 1718–27 von Konrad Wurzer und Kaspar Schobert nach Plänen des Kapuzinerpaters Simplizius, Turm 1757 vollendet nach Plänen von Bartholomäus Wallner, nach Blitzschlag 1841 wiederaufgebaut, Kriegsschäden 1945 Karmelitenpriorat, an den Chor der Kirche angefügter zweigeschossiger und gegliederter Walmdachbau mit Quadersockel, Zwerchflügeln, Eingangsvorbau und Pilastergliederungen, 1907–08 Klostertor mit rundbogiger Einfahrt und Werksteingestaltung, 1907–08 | D-3-73-147-55            | weitere Bilder                          |
| Am Steinbruch (Standort) | Kreuzigungsgruppe, in gerundeter Nische                                                                                | Kruzifixus im Dreinageltypus, mit den Assistenzfiguren Maria und Johannes Evangelium, bezeichnet mit „1925“ | D-3-73-147-26            | Kreuzigungsgruppe, in gerundeter Nische |
| Am Weinberg; Maria-Ferdinanda-Straße 28; Am Kalvarienberg (Standort)                                                                                    | Kreuzweg | 14 Betonpfeiler mit Satteldach-Gehäuse und rechteckiger Bildnische, Bilder in Messing graviert 1847, erneuert 1885 und 1931 | D-3-73-147-28            | weitere Bilder                          |
| B 299; Bahnlinie Regensburg–Nürnberg; Dr.-Kurz-Straße; Ludwig-Donau-Main-Kanal; Nähe Nürnberger Straße; Nürnberger Straße; Untere Mooswiesen (Standort) | Abschnitt des Ludwig-Donau-Main-Kanals                                                                                 | Künstlich angelegte Wasserstraße zwischen Kelheim und Bamberg auf einer Länge von 173 km mit ehemals 100 Schleusen, zahlreichen wasser- und schifffahrtstechnischen Anlagen und Gebäuden zur Herstellung eines durchgehenden Wasserweges zwischen Nordsee und dem Schwarzen Meer, auf Veranlassung König Ludwigs I. von Bayern durch Heinrich Freiherr von Pechmann, 1836–45. | D-3-73-147-106           | weitere Bilder                          |
| B 299; Bahnlinie Regensburg–Nürnberg; Dr.-Kurz-Straße; Ludwig-Donau-Main-Kanal; Nähe Nürnberger Straße; Nürnberger Straße; Untere Mooswiesen (Standort) | Bachdurchführung, Naturstein                                                                                           | 1836–45 | D-3-73-147-106 zugehörig | BW                                      |
| B 299; Bahnlinie Regensburg–Nürnberg; Dr.-Kurz-Straße; Ludwig-Donau-Main-Kanal; Nähe Nürnberger Straße; Nürnberger Straße; Untere Mooswiesen (Standort) | Pilsacher Leitgraben                                                                                                   | Mitte 19. Jahrhundert | D-3-73-147-106 zugehörig | weitere Bilder                          |
| Bahnhofstraße 8 (Standort) | Ehemaliges Schulhaus                                                                                                   | Zweigeschossiger und L-förmiger Walmdachbau mit Mittelrisalit und Werksteingliederungen, spätklassizistisch, um 1830 | D-3-73-147-4             | Ehemaliges Schulhaus                    |
| Bräugasse 19 (Standort) | Ehemaliges Wohnhaus, sogenanntes Schreiberhaus                                                                         | Zweigeschossiger Halbwalmdachbau mit Fachwerkobergeschoss, Außentreppe und Traufschrot (rekonstruiert), 1430 (dendrochronologisch datiert), mit Umbau „1610“ (im Keller bezeichnet) und Überformung 1780 Mikwe, jüdisches Ritualbad, um 1450 | D-3-73-147-6             | weitere Bilder                          |
| Carl-Zinn-Straße (Standort) | Steinkreuz | Griechische Form, Sandstein, wohl spätmittelalterlich | D-3-73-147-59            | weitere Bilder                          |
| Föhrenweg (Standort) | Friedhof | Kriegsgräberstätte, Friedhof für ausländische Kriegsgefangene und ZwangsarbeiterInnen aus beiden Weltkriegen, aus ganz Bayern umgebettet und zusammengelegt, ummauerte, gärtnerisch gestaltete Anlage mit Eingangsbau, zentralem Mahnmal und Pultsteinen aus Granit mit Bronzetafeln, Anfang der 1950er Jahre bis 1966. | D-3-73-147-129           | weitere Bilder                          |
| Föhrenweg (Standort) | Steinkreuz | Griechisches Tatzenkreuz mit Armstützen, Kalkstein, wohl spätmittelalterlich | D-3-73-147-29            | weitere Bilder                          |
| Georg-Schuierer-Weg 1; Ludwig-Donau-Main-Kanal (Standort)                                                                                               | Kanalhafen Neumarkt | Bestandteil des Ludwig-Donau-Main-Kanals, 1836–45. | D-3-73-147-34            | weitere Bilder                          |
| Georg-Schuierer-Weg 1; Ludwig-Donau-Main-Kanal (Standort)                                                                                               | Kaimauern aus Sandstein                                                                                                | 1836–45. | D-3-73-147-34 zugehörig  | weitere Bilder                          |
| Georg-Schuierer-Weg 1; Ludwig-Donau-Main-Kanal (Standort)                                                                                               | Eisenkran, bezeichnet I.W. Spaeth                                                                                      | 1844. | D-3-73-147-34 zugehörig  | weitere Bilder                          |
| Gießereistraße 3 (Standort) | Jüdischer Friedhof | rechteckige Anlage mit Mittelweg und Reihengräbern, 1879/80 angelegt; Taharahaus, kleiner Walmdachbau, gleichzeitig,später zu Wohnhaus umgebaut; umlaufende Friedhofsmauer mit Tor an der Westseite, gleichzeitig; zahlreiche Grabsteine | D-3-73-147-127           | weitere Bilder                          |
| Glasergasse 9 (Standort) | Wohnhaus ("Hitzhaus")                                                                                                  | Zweigeschossiger Halbwalmdachbau mit Eckquaderung, 18. Jahrhundert, eines der ältesten Gebäude der Stadt | D-3-73-147-8             | Wohnhaus ("Hitzhaus")                   |
| Im Klafter (Standort) | Hochbehälter des städtischen Wasserwerks                                                                               | Unterirdisches Reservoir aus Stampfbeton, darüber historisierender Betonbau im Charakter eines quadratischen Befestigungsturms, bezeichnet mit „1894“ | D-3-73-147-111           | weitere Bilder                          |
| Ingolstädter Straße 3 (Standort) | Finanzamt | Dreigeschossiger Walmdachbau mit Zwerchgiebel, Werksteinportal, Eckerker und Einfahrt mit Pilastergliederung, Vasenaufsätzen und Eisengitter, historistisch, bezeichnet mit „1911“ | D-3-73-147-14            | weitere Bilder                          |
| Ingolstädter Straße 17 (Standort) | Villa, sogenannte Hubertusvilla                                                                                        | Asymmetrischer und zweigeschossiger gestelzter Walmdachbau mit Außentreppe, Eckturm, Ziergiebel und Werksteingliederungen, historisiender Jugendstil, um 1900 Gusseisenzaun mit Betonpfosten, Jugendstil, um 1900 | D-3-73-147-15            | Villa, sogenannte Hubertusvilla         |
| Kapuzinerstraße (Standort) | Kriegerdenkmal für die Gefallenen von 1870/71                                                                          | Obelisk auf Inschriftsockel und gestuftem Unterbau, mit Widmungsinschrift in Bronze, bezeichnet mit „1877“ | D-3-73-147-25            | weitere Bilder                          |
| Kapuzinerstraße 3, 4, 5, Im Kloster 6, 6 a (Standort)                                                                                                   | Ehemaliges Kapuzinerkloster                                                                                            | Gründung 1627, errichtet aus den Steinen der Burg Wolfstein, 1803 säkularisiert Ehemalige Klosterkirche, seit 1855 evangelisch-lutherische Pfarrkirche, Saalbau mit Westturm, 1674–77, Turm 1862; mit Ausstattung Ehemaliges Klostergebäude, zweigeschossiger und gegliederter Dreiflügelbau mit Walmdächern, Tordurchgang und Aufzugsgaube, zweite Hälfte 17. Jahrhundert Ehemalige Brauerei, zweigeschossiger Satteldachbau mit Zwerchhaus, 1761/62 (dendrochronologisch datiert), westliche Erweiterung 1823/24 (dendrochronologisch datiert)                                        | D-3-73-147-16            | weitere Bilder                          |
| Kirchengasse 15 (Standort) | Bürgerhaus | Zweigeschossiger und traufständiger Satteldachbau mit Tordurchfahrt und gotischem spitzbogigem Einfahrtstor, im Kern 15./16. Jahrhundert, Fassade 19. Jahrhundert | D-3-73-147-19            | Bürgerhaus                              |
| Klostergasse 9 (Standort) | Bürgerhaus | Zweigeschossiger und giebelständiger Steildachbau mit Treppengiebel, 16./17. Jahrhundert | D-3-73-147-21            | Bürgerhaus                              |
| Klostergasse 11 (Standort) | Wohnhaus | Zweiteiliger Komplex mit Vorderhaus und Rückgebäude Vorderhaus, ehemals Hofplan 1, zweigeschossiger Walmdachbau mit Zwerchgaube und Ausleger, 18. Jahrhundert Rückgebäude, dreigeschossiger und traufständiger Satteldachbau mit Pilastergliederung und Zwerchgaube, Mitte 19. Jahrhundert | D-3-73-147-23            | Wohnhaus                                |
| Mühlstraße 17 (Standort) | Papierfabrik Laabermühle                                                                                               | Rundbogenstil, Mitte 19. Jahrhundert Hauptgebäude, dreieinhalbgeschossiger Walmdachbau mit Putzrustika und Gesimsteilung Fabrikgebäude, eingeschossiger Steildachbau | D-3-73-147-30            | weitere Bilder                          |
| Münsterplatz 1 (Standort) | Katholisches Pfarrhaus                                                                                                 | Zweigeschossiger Walmdachbau mit Pilastergliederung und Pilasterportal, 17./18. Jahrhundert | D-3-73-147-10            | weitere Bilder                          |
| Münsterplatz 2 (Standort) | Katholische Pfarrkirche St. Johann Baptist                                                                             | Dreischiffige Hallenkirche mit stattlichem Westturm, teilweise verputztes Sandsteinquadermauerwerk, Baubeginn „1404“ (bezeichnet), Weihe 1432, Turm 1556 erhöht, Neuausstattungen 17.–19. Jahrhundert, nach Kriegszerstörung 1945 instand gesetzt; mit Ausstattung | D-3-73-147-9             | weitere Bilder                          |
| Nürnberger Straße 12 (Standort) | Erweiterungs- und Kopfbau des ehemaligen Städtischen Krankenhauses, heute Klinikum Neumarkt                            | Zweigeschossiger und L-förmiger Mansard-Walmdachbau mit Zwerchhaus und Giebelrisalit, verputzter Ziegelbau, mit neubarocken Elementen und Formen des Heimatstils, 1925/26 nach Plänen des Stadtbaumeisters Ernst Kern | D-3-73-147-31            | weitere Bilder                          |
| Nürnberger Straße 12 (Standort) | Steinkreuz | griechische Form, Sandstein, wohl spätmittelalterlich | D-3-73-147-112           | BW                                      |
| Nürnberger Straße 14 (Standort) | Katholische Nebenkirche St. Anna, ehemalige Siechenhauskapelle                                                         | Saalkirche mit eingezogenem Polygonalchor, Glockendachreiter, Putzgliederungen und Pilasterportal, 1678–79, erweitert 1746–48; mit Ausstattung | D-3-73-147-32            | weitere Bilder                          |
| Nürnberger Straße 16 (Standort) | Pfarrhaus | Zweigeschossiger und giebelständiger Satteldachbau mit Treppengiebeln, Spitzbogenfenstern und Putzgliederungen, neugotisch, Mitte 19. Jahrhundert | D-3-73-147-33            | weitere Bilder                          |
| Obere Marktstraße 8 (Standort) | Wohn- und Geschäftshaus                                                                                                | Zweigeschossiger und giebelständiger Halmwalmdachbau mit Erker und Giebelwand mit Nischen, im Kern 15./16. Jahrhundert, historisierende Umgestaltung bezeichnet mit „1911“ | D-3-73-147-35            | Wohn- und Geschäftshaus                 |
| Obere Marktstraße 25 (Standort) | Wohnhaus | Dreigeschossiger und giebelständiger Steildachbau mit Stufengiebel und Putzgliederungen, im Kern 17. Jahrhundert | D-3-73-147-36            | Wohnhaus                                |
| Obere Marktstraße 42 (Standort) | Wohn- und Geschäftshaus                                                                                                | Zweigeschossiger und giebelständiger Eckbau mit Krüppelwalmdach, Werksteinportal und -erker, barockisierend, um 1923 | D-3-73-147-38            | Wohn- und Geschäftshaus                 |
| Pulverturmgasse 27 (Standort) | Bürgerhaus | Zweigeschossiges Eckhaus mit Steildach und Eckerker mit Zwiebelhaube, 17./18. Jahrhundert | D-3-73-147-41            | Bürgerhaus                              |
| Rathausplatz 1 (Standort) | Rathaus | Zweigeschossiger Steildachbau mit Treppengiebeln, Zwerchflügel, Durchfahrt und Kastenerker mit Wappen, im Kern 16. Jahrhundert, Wappenschild bezeichnet mit „1575“ und „1956“ (Wiederaufbau) | D-3-73-147-54            | weitere Bilder                          |
| Regensburger Straße 16, 18 (Standort) | Katholische Friedhofskirche St. Jobst                                                                                  | Saalbau mit eingezogenem Polygonalchor, Seitenkapelle und zahlreichen historischen Grabplatten, 1654 nach Zerstörung wiedererrichtet, Überformungen und Dachreiter wohl von 1878; mit Ausstattung, nach 1750 Aussegnungshalle, eingeschossiger Walmdachbau mit Blendbogen und Pfeilervorhalle (in neuen Vorbau integriert), neuromanisch, um 1880; im Friedhof | D-3-73-147-105           | weitere Bilder                          |
| Rennbahnstraße 1 (Standort) | Gartenvilla | Zweiflügeliger, eingeschossiger und gestelzter, zweifarbiger Backsteinbau mit vorkragenden Satteldächern und Eckturm in Fachwerk, um 1890 | D-3-73-147-44            | Gartenvilla                             |
| Residenzplatz 1 a (Standort) | Ehemaliges Schloss der Pfalzgrafen, jetzt Amtsgericht                                                                  | Ursprünglich vier-, jetzt dreiflügelige Anlage, spätgotisch, 1410, nach Brand 1520–39 erneuert Hauptflügel dreigeschossiger und traufständiger Halbwalmdachbau mit mittlerem Schneckenturm, rückseitig mit Erkerturm und Brückentor, Ostflügel dreigeschossiger Walmdachbau, Westflügel, sogenannte Krümperstallung, zweigeschossiger Walmdachbau, im 18. Jahrhundert Umbau zum Stall Südwestlich Torwarthaus (Reststück des Südwestflügels), dreigeschossiger Pultdachbau mit eingeschossigem Pultdachvorbau                                                                           | D-3-73-147-45            | weitere Bilder                          |
| Residenzplatz 2 (Standort) | Katholische Stadtpfarrkirche und ehemalige Hofkirche Mariä Himmelfahrt                                                 | Dreischiffige Basilika mit eingezogenem und gewölbtem Polygonalchor, flachgedecktem Mittelschiff und gewölbten Seitenschiffen, Fundament für zwei Westtürme, mit im Kern frühes 15. Jahrhundert, südlicher Turm 1535 von Wolf Keul vollendet, Ende 16. Verbreiterung und 1701-02 tiefgreifender Umbau des Langhauses unter Jakob Engel, nach Kriegszerstörung 1945 Wiederherstellung 1949 (Chor) und 1953/54 (Langhaus); mit Ausstattung. | D-3-73-147-46            | weitere Bilder                          |
| Residenzplatz 3 (Standort) | Ehemaliges Kastengebäude (Reitstadel)                                                                                  | Umfassungsmauern eines dreigeschossigen Steildachbaus mit Treppengiebel, rundbogigem Einfahrtstor und Wappentafel, erste Hälfte des 16. Jahrhunderts | D-3-73-147-47            | weitere Bilder                          |
| Sterngasse 2 (Standort) | Kruzifix | Dreinageltypus, farbig gefasstes Holz, mit Blechdach, 19. Jahrhundert | D-3-73-147-50            | Kruzifix                                |
| Untere Kaserngasse 6, 6 a, 7, 7 a, 7 b (Standort) | Ehemalige Kaserne | 1709 errichtet, in Benutzung bis 1909 Kasernenbau, dreigeschossiger Walmdachbau mit zurückgesetztem Obergeschoss und Fußwalm Kasernenbau, langgestreckter dreigeschossiger Walmdachbau mit zurückgesetztem Obergeschoss, Sockelabböschung und Vorzeichen | D-3-73-147-52            | weitere Bilder                          |
| Viehmarkt 1 (Standort) | Ehemalige Gansbrauerei                                                                                                 | Brauerei- und Mälzereigebäude, zweigeschossige Satteldachbauten, um 1842 über älteren Kellergewölben des 17./18. Jahrhunderts errichtet, 1946 nach Kriegsschaden wiederhergestellt; mit Ausstattung | D-3-73-147-128           | BW                                      |
| Weiherstraße (Standort) | Ehemalige Schlossschanze                                                                                               | Nach 1500, Ausbau und Erweiterung zu dreiseitiger Wallanlage mit Graben im 17. Jahrhundert, Umgestaltung zu Parkanlage ab 1925 | D-3-73-147-100           | Ehemalige Schlossschanze                |
| Weißenfeldplatz (Standort) | Denkmal König Max I. Joseph, König von Bayern                                                                          | Büste auf Steinsockel, 19. Jahrhundert | D-3-73-147-57            | weitere Bilder                          |
| Wildbad 1 (Standort) | Klosterkirche St. Josef                                                                                                | Saalbau mit umlaufender Empore, offenem Dachstuhl, eingezogenem Chor und gedrungener Doppelturmfassade, von Paul Liebergesell und Feodor Lehmann, 1932 | D-3-73-147-122           | weitere Bilder                          |

### Beckenmühle
| Lage                     | Objekt        | Beschreibung                                  | Akten-Nr.     | Bild |
| ------------------------ | ------------- | --------------------------------------------- | ------------- | ---- |
| Beckenmühle 2 (Standort) | Mühlengebäude | Zweigeschossiger Walmdachbau, 18. Jahrhundert | D-3-73-147-60 | BW   |

### Blomenhof
| Lage                       | Objekt                                    | Beschreibung                                                                                          | Akten-Nr.     | Bild           |
| -------------------------- | ----------------------------------------- | --- | ------------- | -------------- |
| Berliner Ring 8 (Standort) | Ehemaliges Wohnstallhaus, später Gasthaus | Eingeschossiger Steildachbau, beidseitig mit Fachwerkgiebel, 16. Jahrhundert StAAm. Plansammlung 253. | D-3-73-147-61 | weitere Bilder |

### Helena
| Lage                              | Objekt                              | Beschreibung | Akten-Nr.     | Bild           |
| --------------------------------- | ----------------------------------- | --- | ------------- | -------------- |
| Sankt-Helena-Straße 12 (Standort) | Katholische Filialkirche St. Helena | Saalbau mit Chorturm, Walm- und Haubendach, gotisch, im 18. Jahrhundert umgestaltet; mit Ausstattung Ehemalige Friedhofbefestigung, Mauerreste und Torbau im Osten, Anfang 16. Jahrhundert Westliches Torhaus, Walmdachbau mit offenem Dachstuhl, 16./17. Jahrhundert | D-3-73-147-65 | weitere Bilder |

### Höhenberg
| Lage                       | Objekt                                | Beschreibung                                                                                     | Akten-Nr.     | Bild                  |
| -------------------------- | ------------------------------------- | ------------------------------------------------------------------------------------------------ | ------------- | --------------------- |
| Am Höhenberg 1 (Standort)  | Ehemaliges Hirtenhaus                 | Eingeschossiger und traufständiger Wohnstallstadelbau mit Fachwerkgiebel, Anfang 18. Jahrhundert | D-3-73-147-67 | Ehemaliges Hirtenhaus |
| Am Höhenberg 21 (Standort) | Hausfigur Christus an der Geißelsäule | 18./19. Jahrhundert                                                                              | D-3-73-147-66 | BW                    |

### Höhenberg im Tal
| Lage            | Objekt                                          | Beschreibung | Akten-Nr.      | Bild |
| --------------- | ----------------------------------------------- | --- | -------------- | ---- |
| Almstraße 37 () | Felsenkelleranlage, sogenannter Glossner-Keller | ehemals von drei Brauereien als Bierlagerkeller genutzt, mehrere in den anstehenden Felsen getriebene Stollen mit Natursteingantern, Verbindungsgängen und Lüftungsschächten, mit drei Zugängen, diese teilweise mit Ziegelsteinen ausgebaut, ab 1877, bezeichnet mit „1886“ und „1888“ | D-3-73-147-126 |      |

### Holzheim
| Lage                                              | Objekt                                 | Beschreibung | Akten-Nr.      | Bild           |
| ------------------------------------------------- | -------------------------------------- | --- | -------------- | -------------- |
| Berliner Ring; Ludwig-Donau-Main-Kanal (Standort) | Abschnitt des Ludwig-Donau-Main-Kanals | Künstlich angelegte Wasserstraße zwischen Kelheim und Bamberg auf einer Länge von 173 km mit ehemals 100 Schleusen, zahlreichen wasser- und schifffahrtstechnischen Anlagen und Gebäuden zur Herstellung eines durchgehenden Wasserweges zwischen Nordsee und dem Schwarzen Meer, auf Veranlassung König Ludwigs I. von Bayern durch Heinrich Freiherr von Pechmann, 1836–45. | D-3-73-147-107 | weitere Bilder |
| Nähe Holzheimer Hauptstraße (Standort)            | Dorfkapelle Mariahilf                  | Traufständiger Satteldachbau mit eingezogener Polygonalapsis und Giebeldachreiter, neugotisch, 1870; mit Ausstattung | D-3-73-147-68  | weitere Bilder |

### Iberlsmühle
| Lage                     | Objekt        | Beschreibung                                        | Akten-Nr.     | Bild           |
| ------------------------ | ------------- | --------------------------------------------------- | ------------- | -------------- |
| Iberlsmühle 1 (Standort) | Mühlengebäude | Zweigeschossiger Walmdachbau, bezeichnet mit „1770“ | D-3-73-147-71 | weitere Bilder |

### Ischhofen
| Lage                             | Objekt                | Beschreibung                                                       | Akten-Nr.     | Bild           |
| -------------------------------- | --------------------- | ------------------------------------------------------------------ | ------------- | -------------- |
| Ischhofener Straße 15 (Standort) | Dorfkapelle St. Maria | Traufständiger Satteldachbau mit Giebeldachreiter, 19. Jahrhundert | D-3-73-147-72 | weitere Bilder |

### Karhof
| Lage                | Objekt                | Beschreibung                                                                         | Akten-Nr.     | Bild           |
| ------------------- | --------------------- | ------------------------------------------------------------------------------------ | ------------- | -------------- |
| Karhof 5 (Standort) | Dorfkapelle St. Maria | Polygonal geschlossener Satteldachbau mit Giebeldachreiter, 19./20. Jahrhundert      | D-3-73-147-73 | weitere Bilder |
| Karhof 9 (Standort) | Wohnstallhaus         | Eingeschossiger und traufständiger Steildachbau mit Krüppelwalm, 18./19. Jahrhundert | D-3-73-147-74 | Wohnstallhaus  |

### Kohlenbrunnermühle
| Lage                       | Objekt          | Beschreibung                                      | Akten-Nr.    | Bild |
| -------------------------- | --------------- | ------------------------------------------------- | ------------ | ---- |
| Altenhofweg 4 a (Standort) | Ehemalige Mühle | Zweigeschossiger Walmdachbau, 17./18. Jahrhundert | D-3-73-147-2 | BW   |

### Labersricht
| Lage                              | Objekt                | Beschreibung                                                                 | Akten-Nr.     | Bild           |
| --------------------------------- | --------------------- | ---------------------------------------------------------------------------- | ------------- | -------------- |
| Labersrichter Straße 5 (Standort) | Dorfkapelle St. Maria | Flachsatteldachbau mit eingezogener, halbrunder Apsis, 1834; mit Ausstattung | D-3-73-147-75 | weitere Bilder |

### Lampertshofen
| Lage                               | Objekt                         | Beschreibung | Akten-Nr.     | Bild           |
| ---------------------------------- | ------------------------------ | --- | ------------- | -------------- |
| Sankt-Andreas-Straße 11 (Standort) | Katholische Kirche St. Andreas | Saalbau mit Chorturm, Walmdach und Spitzhelm, 1725–26 unter Einbeziehung des gotischen Chorturms; mit Ausstattung | D-3-73-147-76 | weitere Bilder |

### Lippertshofen
| Lage                      | Objekt              | Beschreibung                                                                                          | Akten-Nr.     | Bild           |
| ------------------------- | ------------------- | --- | ------------- | -------------- |
| Zur Kapelle 5 (Standort)  | Bauernhaus          | Zweigeschossiger und giebelständiger Satteldachbau mit Putzquaderungen, zweite Hälfte 19. Jahrhundert | D-3-73-147-79 | BW             |
| Zur Kapelle 11 (Standort) | Kapelle St. Michael | Dreiseitig geschlossener Saalbau mit Giebeldachreiter auf Konsolen, 1840; mit Ausstattung             | D-3-73-147-99 | weitere Bilder |

### Pelchenhofen
| Lage                          | Objekt                              | Beschreibung | Akten-Nr.     | Bild                |
| ----------------------------- | ----------------------------------- | --- | ------------- | ------------------- |
| Schweizerstraße 40 (Standort) | Katholische Pfarrkirche St. Ägidius | Saalbau mit Chorturm, Zwiebelhaube und Turmstrebepfeilern, gotisch, umgestaltet im 18. Jahrhundert; mit Ausstattung | D-3-73-147-80 | weitere Bilder      |
| Zur Schwemm 1 (Standort)      | Ehemalige Pfarrhaus                 | Zweigeschossiger Walmdachbau, um 1730, im 19. Jahrhundert erweitert                                                 | D-3-73-147-81 | Ehemalige Pfarrhaus |

### Pölling
| Lage                                                        | Objekt                             | Beschreibung | Akten-Nr.     | Bild           |
| ----------------------------------------------------------- | ---------------------------------- | --- | ------------- | -------------- |
| Pöllinger Hauptstraße 49 (Standort)                         | Ehemaliges Gasthaus                | Zweigeschossiger Walmdachbau, 17./18. Jahrhundert | D-3-73-147-82 | weitere Bilder |
| Sankt-Martin-Straße 10; Nähe Sankt-Martin-Straße (Standort) | Katholische Pfarrkirche St. Martin | Dreischiffige Basilika mit eingezogenem, dreiseitigem Chor und westlichem Fassadenturm, 1934–36 nach Plänen von Friedrich Haindl sen. unter Einbeziehung von Teilen des Vorgängerbaus aus der ersten Hälfte 18. Jahrhundert; mit Ausstattung Friedhofsmauer, Quadermauerwerk, 1934–36 Ölberg, zweite Hälfte 19. Jahrhundert, in offenem Satteldachgehäuse, um 1934–36 Leichenhaus, gegliederter Satteldachbau mit Glockendachreiter, um 1934–36 | D-3-73-147-83 | weitere Bilder |

### Rittershof
| Lage                         | Objekt        | Beschreibung                                                                                          | Akten-Nr.     | Bild |
| ---------------------------- | ------------- | --- | ------------- | ---- |
| Am Bibergarten 30 (Standort) | Wohnstallhaus | Eingeschossiges und giebelständiges Satteldachhaus mit verputztem Fachwerkgiebel, 18./19. Jahrhundert | D-3-73-147-88 | BW   |

### Rödelberg
| Lage                      | Objekt                        | Beschreibung                       | Akten-Nr.     | Bild           |
| ------------------------- | ----------------------------- | ---------------------------------- | ------------- | -------------- |
| Am Rödelberg 3 (Standort) | Wohnhaus, ehemaliges Gasthaus | Zweigeschossiger Walmdachbau, 1829 | D-3-73-147-89 | weitere Bilder |

### Schmermühle
| Lage                     | Objekt        | Beschreibung                                      | Akten-Nr.     | Bild |
| ------------------------ | ------------- | ------------------------------------------------- | ------------- | ---- |
| Schmermühle 3 (Standort) | Mühlengebäude | Zweigeschossiger Walmdachbau, 17./18. Jahrhundert | D-3-73-147-90 | BW   |

### Stauf
| Lage                                | Objekt                                   | Beschreibung | Akten-Nr.     | Bild           |
| ----------------------------------- | ---------------------------------------- | --- | ------------- | -------------- |
| Nähe Staufer Hauptstraße (Standort) | Dorfkapelle Unbefleckte Empfängnis Mariä | Giebelständiger, polygonal geschlossener Satteldachbau mit verbrettertem Giebeldachreiter und Putzgliederungen, 1852; mit Ausstattung | D-3-73-147-91 | weitere Bilder |

### Steinberg
| Lage                   | Objekt                                                | Beschreibung                                                                                                   | Akten-Nr.     | Bild           |
| ---------------------- | ----------------------------------------------------- | --- | ------------- | -------------- |
| Steinberg 4 (Standort) | Katholische Wallfahrtskapelle zum Gegeißelten Heiland | Saalbau mit eingezogener halbrunder Apsis und Giebeldachreiter auf Konsolen, neugotisch, 1837; mit Ausstattung | D-3-73-147-92 | weitere Bilder |

### Voggenthal
| Lage                       | Objekt                | Beschreibung                                                                                         | Akten-Nr.     | Bild           |
| -------------------------- | --------------------- | --- | ------------- | -------------- |
| Im Voggenthal 6 (Standort) | Dorfkapelle St. Maria | Traufständiger und polygonal geschlossener Satteldachbau mit Giebeldachreiter, 1885; mit Ausstattung | D-3-73-147-93 | weitere Bilder |

### Woffenbach
| Lage                                  | Objekt                                                                                    | Beschreibung | Akten-Nr.      | Bild           |
| ------------------------------------- | ----------------------------------------------------------------------------------------- | --- | -------------- | -------------- |
| Bühlerstraße 1 (Standort)             | Evangelisch-Lutherische Filialkirche St. Margaretha, ehemalige katholische Schlosskapelle | Polygonal schließender Saalbau mit Westturm und Zwiebelhaube, 1680 auf älteren Grundmauern errichtet, später umgestaltet; mit Ausstattung | D-3-73-147-95  | weitere Bilder |
| Bühlerstraße 3 (Standort)             | Ehemaliges Schlosswirtschaftsgebäude, sogenannter Gesindebau                              | Zweigeschossiger Mansardwalmdachbau mit Zwerchflügel, 17./18. Jahrhundert | D-3-73-147-94  | BW             |
| Pfarrer-A.-Lang-Platz 1, 3 (Standort) | Pfarrkirche St. Willibald                                                                 | Zentralbau mit Zeltdach über kreuzförmigen Grundriss, mit umlaufendem farbigen Fensterband, Blankziegel und Sichtbeton, außen von dreieckigen, in die Raumecken gesetzten Stahlbetonträgern überspannt, von Franz X. Gärtner, 1965/66; mit Ausstattung; niedriger freistehender Glockenturm, skulptural aufgefasster Glockenträger auf vier Stützen, Sichtbeton; Pfarrhaus, eingeschossiger Flachdachbau mit Garage, Blankziegel und Sichtbeton, gleichzeitig | D-3-73-147-118 | BW             |

### Wolfstein
| Lage                        | Objekt                | Beschreibung                                                                                          | Akten-Nr.     | Bild           |
| --------------------------- | --------------------- | --- | ------------- | -------------- |
| (Standort)                  | Burgruine Wolfstein   | Erhaltene Teile des Berings und eines romanischen Bergfrieds, Teile des spätgotischen Hauptwohnhauses | D-3-73-147-97 | weitere Bilder |
| Burg Wolfstein 1 (Standort) | Dorfkapelle St. Maria | Polygonal geschlossener Satteldachbau mit Giebeldachreiter, bezeichnet „1891“; mit Ausstattung        | D-3-73-147-98 | weitere Bilder |

## Ehemalige Baudenkmäler
In diesem Abschnitt sind Objekte aufgeführt, die früher einmal in der Denkmalliste eingetragen waren, jetzt aber nicht mehr. Objekte, die in anderem Zusammenhang also z. B. als Teil eines Baudenkmals weiter eingetragen sind, sollen hier nicht aufgeführt werden. Aktennummern in diesem Abschnitt sind ehemalige, jetzt nicht mehr gültige Aktennummern.

| Lage                                   | Objekt                                | Beschreibung | Akten-Nr.     | Bild              |
| -------------------------------------- | ------------------------------------- | --- | ------------- | ----------------- |
| Neumarkt Bräugasse 10 ()               | Relief                                | Christus als Weltenrichter, spätgotisch, befindet sich nun in der westlichen Vorhalle der Münsterkirche St. Johannes                             | D-3-73-147-5  | Relief            |
| Neumarkt Hofplan 7 (Standort)          | Bürgerhaus                            | Zweigeschossiger und traufständiger Satteldachbau in Ecklage, 17./18. Jahrhundert                                                                | D-3-73-147-12 | BW                |
| Neumarkt Theo-Betz-Platz 1 (Standort)  | Schulgebäude, ehemalige Gewerbeschule | Dreigeschossiger Walmdachbau mit flachen Eckrisaliten, Freitreppe und Fassade aus Quadermauerwerk, spätklassizistisch, 1873–74, wieder aufgebaut | D-3-73-147-13 | weitere Bilder    |
| Neumarkt Ziegelhüttenweg 6 (Standort)  | Kapellenbildstock                     | Giebelständiger Satteldachbau mit rechteckiger Figurennische, 18./19. Jahrhundert                                                                | D-3-73-147-56 | Kapellenbildstock |
| Frickenhofen Haus Nummer 4 (Standort)  | Bauernhaus                            | Wohnstallbau mit verputztem Fachwerkgiebel, 18./19. Jahrhundert, Stallteil aufgestockt                                                           | D-3-73-147-62 | BW                |
| Frickenhofen Haus Nummer 13 (Standort) | Bauernhaus                            | Wohnstallbau mit verkleidetem Fachwerkgiebel, 18./19. Jahrhundert                                                                                | D-3-73-147-63 | BW                |
| Habersmühle Habersmühle 2 (Standort)   | Stadel                                | Zugehöriger Stadel mit Fachwerkgiebel, 18. Jahrhundert                                                                                           | D-3-73-147-64 | BW                |
| Lampertshofen Haus Nummer 6 ()         | Bauernhaus                            | Wohnstallbau mit verputztem Fachwerkgiebel, 18./19. Jahrhundert                                                                                  | D-3-73-147-77 |                   |
| Lippertshofen Am Bernstein 2 ()        | Ehemaliges Wohnstallhaus              | Zweite Hälfte 19. Jahrhundert, Frackdachbau | D-3-73-147-78 |                   |
| Pölling Am Weg nach Woffenbach ()      | Bildstock heiliger Franz Xaver        | | D-3-73-147-84 |                   |
| Pölling Am Meierbach ()                | Bildstock St. Sebastian               | | D-3-73-147-85 |                   |
| Pölling Heinrichsberg ()               | Ruine Heinsburg                       | Wenige Reste aufgehenden Mauerwerks, mittelalterlich; auf dem nördlich gelegenen Schlossberg                                                     | D-3-73-147-87 | weitere Bilder    |
| Pölling Am Weg nach Hausheim ()        | Marterl                               | | D-3-73-147-86 |                   |
| Woffenbach am Weg nach Pölling ()      | Steinmarterl                          | | D-3-73-147-96 |                   |